# Orthosia griseor
Orthosia griseor là một loài bướm đêm trong họ Noctuidae.